# بييترو جازيريا
بييترو جازيريا (بالإيطالية: Pietro Gazzera)‏ كان ضابطا في الجيش الملكي الإيطالي خلال الحرب العالمية الثانية، فضلا عن عمله كمحافظ سياسي ما قبل الحرب الإيطالية - ولد 1879 وتوفي في عام 1953). التحق بالجيش الإيطالي وقاتل في الحرب التركية الإيطالية والحرب العالمية الأولى.
وكان جازيريا وزيرا للحرب من 1929 حتى 1933، وعين محافظا ل سيدامو جالا لشرق أفريقيا الإيطالية من 1 أغسطس 1938-إلى 6 يوليو 1941.